# Cratere Otbah
Otbah è un cratere sulla superficie di Encelado.